# Vallehermoso (Negros Oriental)
Vallehermoso is een gemeente in de Filipijnse provincie Negros Oriental. Bij de laatste census in 2007 had de gemeente bijna 35 duizend inwoners.

## Geografie

### Bestuurlijke indeling
Vallehermoso is onderverdeeld in de volgende 15 barangays:
| - Bagawines - Bairan - Don Espiridion Villegas - Guba - Cabulihan - Macapso - Malangsa - Molobolo | - Maglahos - Pinocawan - Poblacion - Puan - Tabon - Tagbino - Ulay |

## Demografie
Vallehermoso had bij de census van 2007 een inwoneraantal van 34.933 mensen. Dit zijn 1.019 mensen (3,0%) meer dan bij de vorige census van 2000. De gemiddelde jaarlijkse groei komt daarmee uit op 0,41%, hetgeen lager is dan het landelijk jaarlijks gemiddelde over deze periode (2,04%).